# Горелки (Тульская область)
Горелки — упразднённый рабочий посёлок в городском округе город Тула Тульской области. В 2005 году включен в состав города Тула и исключен из учётных данных.

## История
7 марта 1944 года, в 5 километрах северо-западнее Тулы, у деревни Горелки состоялась торжественная передача войскам СССР танковой колонны «Димитрий Донской», созданной по инициативе Московской патриархии на пожертвования верующих.
Указом Президиума Верховного Совета РСФСР от 2 марта 1948 г. населенный пункт Горелки Тульского района отнесен к категории рабочих поселков.
16 июля 1958 года вошел в черту города Тулы, но 30 сентября того же года вновь стал отдельным населённым пунктом.
Решением Тульского облисполкома от  17 июля 1962 г. поселок Дачный Архангельского сельсовета и поселок при ст. Хомяково Октябрьского сельсовета Ленинского района включены в черту рабочего поселка Горелки.

## Население
| 1959 | 1970  | 1979  | 1989  | 2002  |
| ---- | ----- | ----- | ----- | ----- |
| 4620 | ↗6486 | ↗6815 | ↘6458 | ↗7877 |

## Инфраструктура
Основа экономики в советский период — предприятия автомобильного транспорта.
С 2000 года действует Богородице-Рождественский женский монастырь.